# Massimiliano Vieri
Massimiliano „Max“ Vieri (* 1. September 1978 in Sydney) ist ein ehemaliger australisch-italienischer Fußballspieler. Er ist der jüngere Bruder des ehemaligen italienischen Nationalspielers Christian Vieri. Sein Vater Roberto war ebenfalls Spieler in Italien und Australien.
Vieri spielte bei der AC Prato, Fano Calcio, der US Brescello, der AC Ancona, Hellas Verona, der SSC Neapel, Ternana Calcio, der US Triestina, der AC Arezzo, Novara Calcio und Calcio Lecco.
Von 2004 bis 2005 hatte er sechs Einsätze in der australischen Fußballnationalmannschaft.